# Neoxolmis rufiventris
A Neoxolmis rufiventris a madarak (Aves) osztályának a verébalakúak (Passeriformes) rendjébe a királygébicsfélék (Tyrannidae) családjába tartozó Neoxolmis nem egyetlen faja.

## Rendszerezés
A legközelebbi rokonai az Agriornis nembe tartoznak.

## Előfordulása
Argentína, Chile és Uruguay területén honos. Kóborlásai során eljut Brazíliába és Paraguayba is. A természetes élőhelye szubtrópusi,  trópusi és mérsékelt övi gyepek és bokrosok, valamint szántóföldek és legelők.

## Megjelenése
Átlagos testtömege 77 gramm.